# Slide pads
Slide pads zijn kunststof blokjes die het afschuren van motorlaarzen moeten voorkomen.
Bovendien is dit de naam voor slijtvaste kunststof kniestukken (knee sliders). Wegrace-zijspan-passagiers (bakkenisten) dragen ze overigens liever op hun billen, want die raken de grond vaker dan de knieën.